# Žďárky
Žďárky är en ort i Tjeckien. Den ligger i den nordöstra delen av landet, 130 km öster om huvudstaden Prag. Žďárky ligger 400 meter över havet och antalet invånare är 556.
Terrängen runt Žďárky är kuperad österut, men västerut är den platt. Žďárky ligger nere i en dal. Runt Žďárky är det ganska tätbefolkat, med 149 invånare per kvadratkilometer. Närmaste större samhälle är Náchod, 7,3 km sydväst om Žďárky. Omgivningarna runt Žďárky är en mosaik av jordbruksmark och naturlig växtlighet.